# Galmedes
Galmedes è un videogioco arcade sparatutto a scorrimento, con orientamento verticale in 2D pubblicato solo in Giappone da Visco Corporation.
Il gioco è stato pubblicato tra il 1992 e il 1993 per piattaforme arcade e browser - ma è anche possibile scaricarlo tramite download.

## Modalità di gioco
Il giocatore controlla una navicella spaziale che si muove verticalmente sullo schermo - e che è dotata di un attacco standard e di un attacco caricato.
Una volta che il giocatore ha raccolto tutte le tre  armi da collezione, può selezionarne una durante il combattimento.

## Trama
La trama del gioco è ambientata nello spazio, nel campo gravitazionale di Gaston: un pianeta alieno ove il dittatore Gildy è asceso al potere planetario assoluto, avviando un progetto di conquista dei popoli intergalattici, diffondendovi la propria influenza.
Galmedes (da cui il gioco prende titolo): la galassia che progetta di invadere si rivelò un vero e proprio fallimento per le sue forze militari spaziali in quanto, ad un primo tentativo d'invasione, le forze unificate dei Galmediani rispondono progettando un potente veicolo aerospaziale chiamato: "LEPTON".
Due piloti: Foo e Bar sono selezionati per lanciare i combattenti LEPTON contro le forze gastoniane invasori.